# 载体 (生物学)
载体在生物学中，是一多义词。
在流行病学中，载体又称为病媒，是指疾病携带者和传播者，但其本身不受影响。如瘧蚊是疟疾的载体，它在吸血的过程中可以将导致疟疾的疟原虫传入人体内，但疟原虫对于瘧蚊本身却不带来任何有害的影响；对于疟原虫来说，瘧蚊是它的中间宿主，而人是它的最终宿主。病媒生物包括蚊、蝇、跳蚤、小家鼠、蟑螂、蜱、螨、蠓等。对于防治这种有病媒的疾病，人们通常选择消灭病媒而不是消灭病原体。
在遗传学中，载体指克隆载体、运载体，是分子克隆的运载单位（如：质粒、噬菌体或重组体）。
在微生物学中，载体也指微生物附着的承载表面。
在分子生物学中，载体也指载体蛋白，是生物膜中运载离子或分子穿膜的蛋白质。